# San Juan, Ocampo
San Juan är en ort i Mexiko.   Den ligger i kommunen Ocampo och delstaten Michoacán de Ocampo, i den södra delen av landet, 130 km väster om huvudstaden Mexico City. San Juan ligger 2 321 meter över havet och antalet invånare är 487.
Terrängen runt San Juan är lite bergig. Runt San Juan är det ganska tätbefolkat, med 222 invånare per kvadratkilometer. Närmaste större samhälle är Heróica Zitácuaro, 15,3 km söder om San Juan. I omgivningarna runt San Juan växer i huvudsak blandskog.